# Breg ob Savi
Breg ob Savi je naselje v Mestni občini Kranj. Nahaja se ob cesti Kranj - Medvode.  S Kranjem je naselje povezano tudi z Alpetourjevo mestno avtobusno progo št. 8. Na severni strani naselja teče reka Sava, tu je bil do druge svetovne vojne manjši brod. Okoli vasi so polja, vmes gozdovi, proti Savi pa travniki. Zemlja je slaba, močno peščena. Naselje je dobilo vodovod leta 1960.
V naselju stoji cerkev Matere Božje, ki se prvič omenja leta 1560. Ima tri oltarje iz leta 1687 in votivno sliko iz leta 1717, ki prikazuje takratni požar v vasi. Na zunanji steni cerkve je freska iz začetka 16. stoletja.
Iz Brega ob Savi izhaja pesnik Janez Juvan.